# 버지니아 그렉
버지니아 그레그(Virginia Gregg, 1916년 3월 6일 ~ 1986년 9월 15일)는 미국의 배우, 텔레비전 배우, 성우, 영화배우이다.

## 영화
- 할리우드의 건달들 (1981년)
- 굿바이, 프랭클린 하이 (1978년)
- 작은 아씨들 (1978년)
- 특수기동대 (1975년)
- 여형사 페페 (1974년)
- 에어포트 75 (1974년)
- 6백만 달러의 사나이 - TV 시리즈 (1974년)
- 샌프란시스코 수사반 (1972년)
- 월튼네 사람들 (1972년)
- 나이트 스토커 (1972년)
- 119 구조대 (1972년)
- 특명수사관 오하라 (1971년)
- 봄바람 (1970년)
- 닥터 웰비 (1969년)
- 제12순찰대 (1968년)
- 프리스크립션: 머더 (1968년)
- 형사 마디간 (1968년)
- 아이언 사이드 (1967년)
- 사건비화 (1967년)
- 투 원 어 길러틴 (1965년)
- 벤 케이시 (1961년)
- 나의 세 아들 (1960년)
- 싸이코 (1960년)
- 교수목 (1959년) - 에드너 플라운스 역
- 하운드-독 맨 (1959년)
- 오퍼레이션 페티코트 (1959년)
- 선셋 77번가 (1958년)
- 서부의 파라딘 (1957년)
- 페리 메이슨 (1957년)
- 거리의 범죄 (1956년)
- 딜론 보안관 (1955년)
- 크라이 투마로우 (1955년)
- 모정 (1955년)
- 육체와 영혼 (1947년)